# Elección legislativa de Francia de 1798
Las elecciones legislativas de Francia de 1798 se realizaron entre el 9 y el 18 de abril del mencionado año. Se eligieron 150 diputados, un tercio del Consejo de los Quinientos.
Se aplicó el sufragio censitario, teniendo derecho a voto solo los ciudadanos que pagaban impuestos. La elección fue un éxito para los miembros de la Montaña, pero sus diputados elegidos fueron invalidados por el Directorio, que los reemplazo con partidarios suyos.

## Resultados
| Partido | Partido       | Estaños |
| ------- | ------------- | ------- |
|         | Montagnards   | 106     |
|         | Termidorianos | 44      |

- Datos: Q1139982